# Zygadenia lapidarius
Zygadenia lapidarius is een keversoort uit de familie Ommatidae. De wetenschappelijke naam van de soort is voor het eerst geldig gepubliceerd in 1968 door Ponomarenko.